# Kővág
Kővág (Chioag), település Romániában, a Partiumban, Bihar megyében.

## Fekvése
A Réz-hegység nyúlványai alatt, az Almás-patak mellett, Szalárdtól keletre fekvő település.

## Története
A falut már 1421-ben említette a Csáky család levéltárának egy oklevele p. wolachalis Kewag néven, mint Csáky birtokot.
1489-ben Kewaagh, 1496-ban Kewag, 1625-ben Keö Vagh, 1692-ben Kővág, 1808-ban
Kővág, Tyivag, 1913-ban Kővág néven írták. 
Első ismert birtokosai a Csákyak voltak, a 19. század közepén pedig a Latinovics család, a 20. század elején pedig Heinrich Rudolf volt a nagyobb birtokosa.
1851-ben Fényes Elek írta a településről:
Bihar vármegyében, hegyektől körülövedzett dombos de forrásos helyen, 126 tót római
katholikus, 300 görög katholikus lakossal, s anyatemplommal. Határa 1381 hold, ... Birja a gróf Csáky család
1910-ben 495 lakosából 60 magyar, 122 szlovák, 308 román volt. Ebből 153 római katolikus, 279 görögkatolikus, 37 görögkeleti ortodox volt.
A trianoni békeszerződés előtt Bihar vármegye Szalárdi járásához tartozott.

## Nevezetességek
- Görögkatolikus temploma – 1855-ben épült